# 西マケドニア
西マケドニア（にしマケドニア、ギリシア語: Δυτική Μακεδονία / Ditikí Makedonía）は、ギリシャ共和国の広域自治体であるペリフェリア（地方）のひとつ。ギリシャ領マケドニアの西部にあたる。首府はコザニ。
2000m級の山々に囲まれた山間部で、人口は約25万人。ギリシャ本土では最も人口が少なく、またギリシャ全土で最も人口密度が稀薄なペリフェリアである。石炭資源に恵まれており、火力発電によってギリシャの電力の70％を生産している。

## 地理

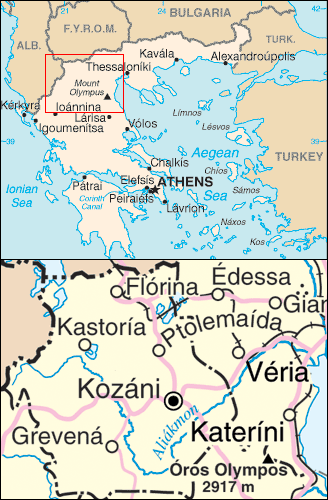
西マケドニア地方とアリャクモナス川

### 位置・広がり
行政区画である西マケドニア地方（Περιφέρεια Δυτικής Μακεδονίας）は、ギリシャ共和国北西部に位置しており、ギリシャ領マケドニアの西部にあたる。東は中央マケドニア地方、南はテッサリア地方、西はイピロス地方と接している。ギリシャにある13のペリフェリアのうち、海に面していないのは西マケドニアだけである。北方はマケドニア共和国およびアルバニアと接する国境のペリフェリアでもあり、広義の「マケドニア」の西南部にあたる。首府コザニは、首都アテネから北北東へ約310km、テッサロニキから西南西へ約105km、ヨアニナから北東へ約106kmの距離にある。また、マケドニア共和国の首都スコピエからは南へ約185km、アルバニアの首都ティラナからは東南へ約200kmである。
ペリフェリアの総面積は9.451平方kmである。ギリシャ共和国全体の7.2％を占め、13ペリフェリア中7位である。西マケドニア地方は4つの行政区に分けられており、中央部から東部にかけてコザニ県、南部にグレヴェナ県、西部にフロリナ県、北部にカストリア県が位置している。

### 地勢
西マケドニア地方は、面積の82％を山地または準山地が占める山国である。ディナル・アルプス山脈から続く山脈が大きく分けて3つ、北西方向から東南方向に向けて走っている。ペリフェリアの西側、イピロス地方との境界には、ピンドス山脈、ペリフェリア中央部にVarnous山脈・アスキオ山脈（主峰はアスキオ山、2,111m）
が走っている。中央マケドニア地方との境界にはヴォラス山脈・ヴェルミオ山脈が連なっており、南下した山並みはオリンポス山に至る。ペリフェリアの最高峰は、ヴォラス山脈の主峰であるカイマクツァラン山（2,524m）である。マケドニア共和国の国境にあるこの山は、ギリシャ第3位の高峰でもある。
ギリシャ共和国最長の川であるアリャクモナス川（322km）は、西ギリシャ地方西北部に源流を発し、東のエーゲ海に注ぐ。ペリフェリアの東南部（コザニ県）でアリャクモナス川を堰き止めてつくられたポリフィトス湖（56,793km2）は、ギリシャ第二の面積を持つ人造湖であり、自然湖と合わせても第4位の面積である。また、ペリフェリア西北部のマケドニア共和国・アルバニア国境にはプレスパ湖が広がっており、このほかに西部・北部一帯には、オレスティアダ湖（カストリア湖）などの湖沼が散在している。
- アスキオ山
- オレスティアダ湖
- ポリフィトス湖に架かる橋

### 主要な都市

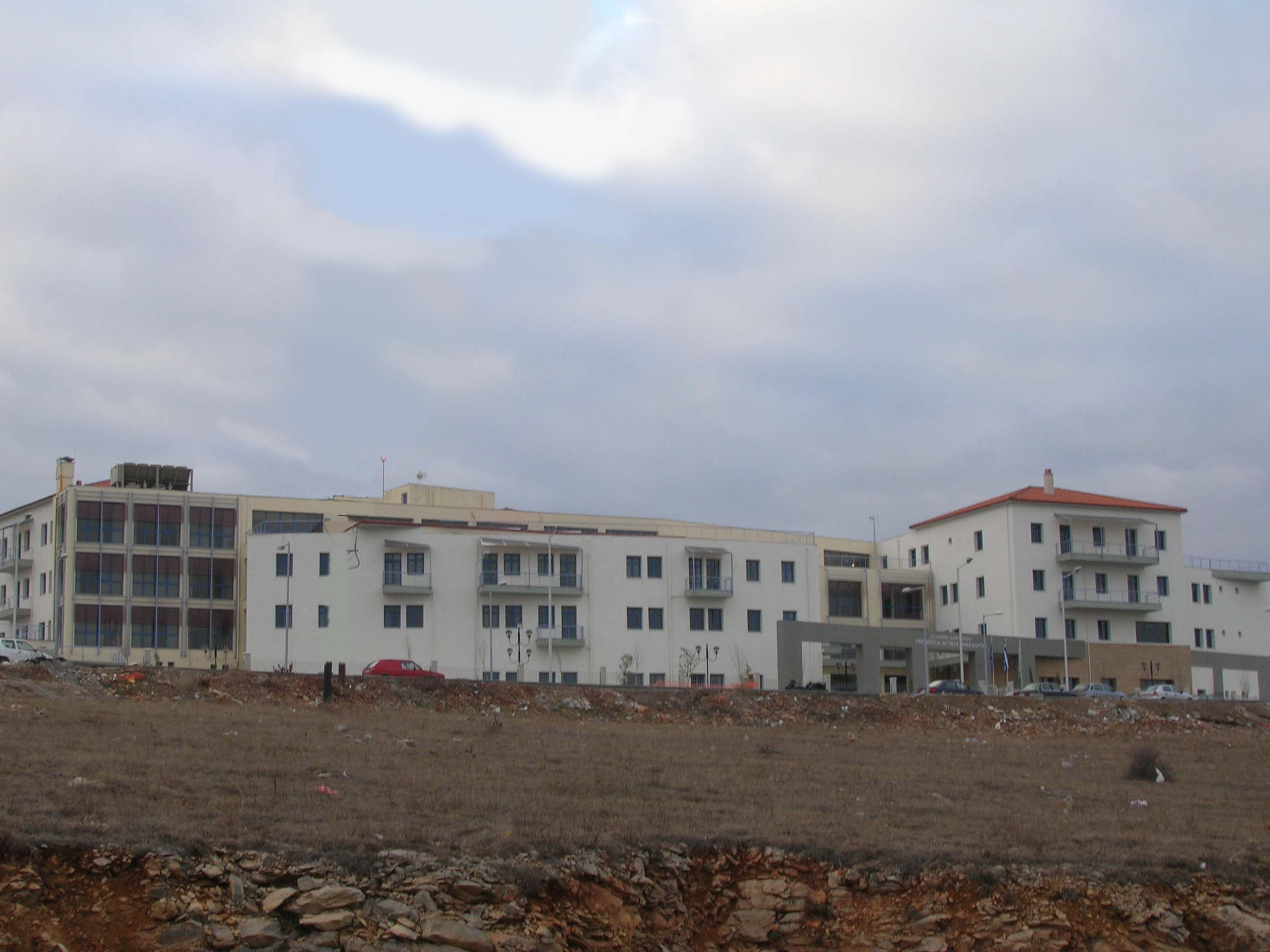
コザニの地方政府庁舎

人口1万人以上の都市には以下がある（人口はいずれも2001年国勢調査）。
- コザニ （コザニ県コザニ市） - 49,812人
- プトレマイダ（英語版） （コザニ県エオルデア市） - 36,393人
- フロリナ （フロリナ県フロリナ市） - 17,500人
- カストリア （カストリア県カストリア市） - 17,038人
- グレヴェナ （グレヴェナ県グレヴェナ市） - 16,421人

西マケドニア地方最大の都市は、東南部に位置するコザニである。コザニは西マケドニアの首府であり、地方政府の庁舎は、コザニの計画都市地区に置かれている。
ペリフェリアの東部、コザニの北に位置するプトレマイダがこれに次ぐ人口を持つ。
このほかに1万人以上の都市には、南部のグレヴェナ、西部に位置するオレスティアダ湖湖畔のカストリア、北部のマケドニア国境に近いフロリナがある。
- コザニ
- フロリナ
- プトレマイダ

## 歴史
ギリシャのマケドニア地方は、1913年のバルカン戦争によってギリシャ王国の統治下に入った。
1987年の地方行政改革により、従来の「地理的な地方」に代わる行政区画として。13の「ペリフェリア」（地方）が設置された。西マケドニア地方もそのひとつである。2010年の地方行政改革（カリクラティス改革）によってペリフェリアの役割が改められ、公選制の知事と議会を持つ広域自治体となった。

## 社会

### 人口
総人口は254,595人（2021年国勢調査）。人口密度は27/km2で、ギリシャの13ペリフェリアの中で最も稀薄である。人口の過半数（56％）が農村部で暮らしている。

### 経済

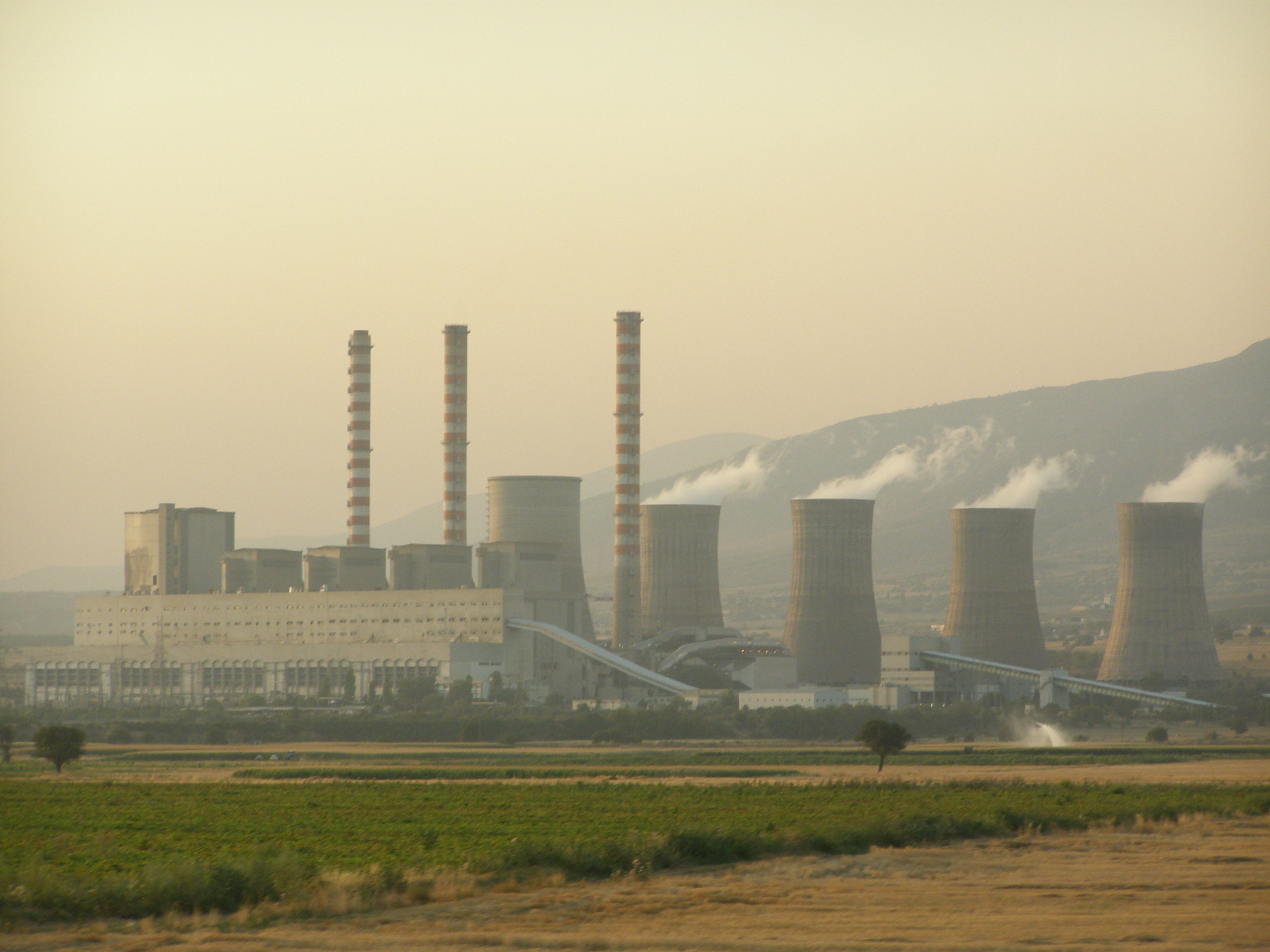
アイオス・ディミトリス発電所

西マケドニア地方の特産品には、大理石、サフラン、果物、ローカルワイン（コザニ、アミンディオ）、毛皮（カストリア、シアティスタ）、手工芸品があげられる。
地方経済にとって、第二次産業部門は非常に重要な位置にあり、主に鉱業、発電、毛皮革産業が行われている。鉱業は、コザニとプトレマイアの中間にあたるアイオス・ディミトリス (Agios Dimitrios, Kozani) 周辺や、アミンディオの周辺で褐炭が採掘されている。ギリシャ最大の出力を持つアイオス・ディミトリス発電所 (Agios Dimitrios Power Station) や、これに次ぐカルディア発電所、アミンディオ発電所 (Amyntaio Power Station) などでは褐炭を燃料として火力発電を行っており、西マケドニア地方では全国の70％の電力を生産している。
フロリナに操業中の工業地区があるほか、もうひとつの工業地区がコザニで建設中である。しかし、問題視されていたインフラストラクチャーがおおむね改善されたにもかかわらず、地方経済は依然として「軟弱な」構造のままであり、高い経済発展を遂げるには至っていない。
研究開発部門はむしろ低い水準であり、西マケドニアに投下された研究資金は、全国比でわずか3.5％のみである。その中で西マケドニア技術教育大学 (TEI of Western Macedonia) は地域における研究・教育を支える重要な役割を担っている。しかし、この地方で生産される製品やサービスの生産性と付加価値を高めるためには、中小企業の相互作用を高めることが重要な課題となっている。
西マケドニアではスキーリゾートが開発されるなど、冬期の観光が成長してきている。

### 教育
- 西マケドニア大学  (University of Western Macedonia)

教育学部とバルカン学部（Department of Balkan studies）がフロリナに、工学部がコザニにある。
- 西マケドニア技術教育大学 (TEI of Western Macedonia)  （コザニ）

## 行政区画

### 県

西マケドニア地方（2011年）

以下の4県からなる（人口は2021年国勢調査時点）。
|   | 行政区名   | 綴り              | 政庁所在地 | 面積 Km² | 人口    |
| - | ---------- | ----------------- | ---------- | -------- | ------- |
| 1 | コザニ     | Κοζάνη Kozani     | コザニ     | 3,516    | 137,210 |
| 2 | グレヴェナ | Γρεβενά Grevena   | グレヴェナ | 2,291    | 26,576  |
| 3 | カストリア | Καστοριά Kastoria | カストリア | 1,720    | 45,929  |
| 4 | フロリナ   | Φλώρινα Florina   | フロリナ   | 1,924    | 44,880  |

### 市
| - コザニ県 - コザニ - エオルデア - ヴィオ - セルヴィア＝ヴェルヴェンドス - グレヴェナ県 - デスカティ - グレヴェナ | - カストリア県 - ネストリオ - オレスティダ - カストリア - フロリナ県 - プレスペス - フロリナ - アミンデオ |

## 交通・通信

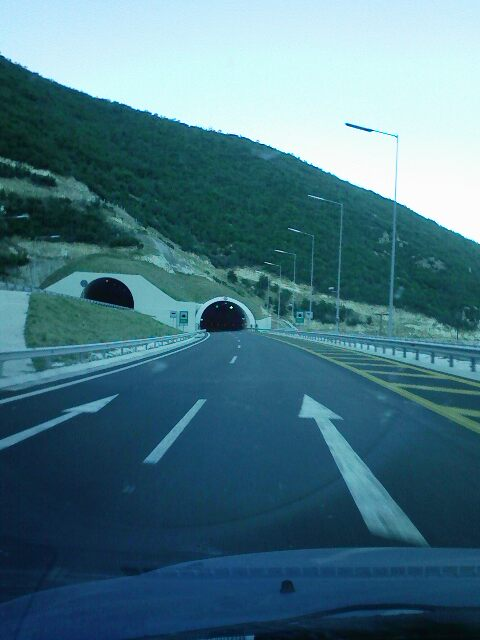
イグナティア高速道路

ペリフェリアの東西を高速道路A2号線（イグナティア高速道路）が貫き、南北に走る2本の国道（自動車道路）と道路網が整備された。これによって、西マケドニア地方の交通状況は劇的に改善され、他から隔絶された山国というイメージも変わった。一方で、鉄道網は貧弱である。空港は2つあるが、発着は小型旅客機しかできない。電気通信網は過去10年間で大きく改善され、地方の住民に十分なサービスと現代的な施設を提供している。

### 道路
〔　〕内の地名はペリフェリア外を示す。
欧州自動車道路
- E65号線 (European route E65)  : 〔… ビトラ〕 - ニキ - フロリナ - コザニ - 〔ラリサ - …〕
- E86号線 (European route E86)  : クリスタロピギ - フロリナ - 〔テッサロニキ〕
- E90号線 (European route E90)  : 〔… ヨアニナ〕 - コザニ - 〔テッサロニキ - …〕

主要な自動車道路
- A2号線  (Egnatia Odos (modern road))  : 〔… ヨアニナ〕 - コザニ - 〔テッサロニキ - …〕
- GR-4号線  (Greek National Road 4)  : コザニ - 〔エデッサ〕
- GR-15号線  (Greek National Road 15)  : フロリナ - クレヴェナ - 〔カランバカ〕
- GR-20号線  (Greek National Road 20)  : 〔ヨアニナ〕 - コザニ

### 鉄道
主要な路線
- ギリシャ国鉄（OSE）

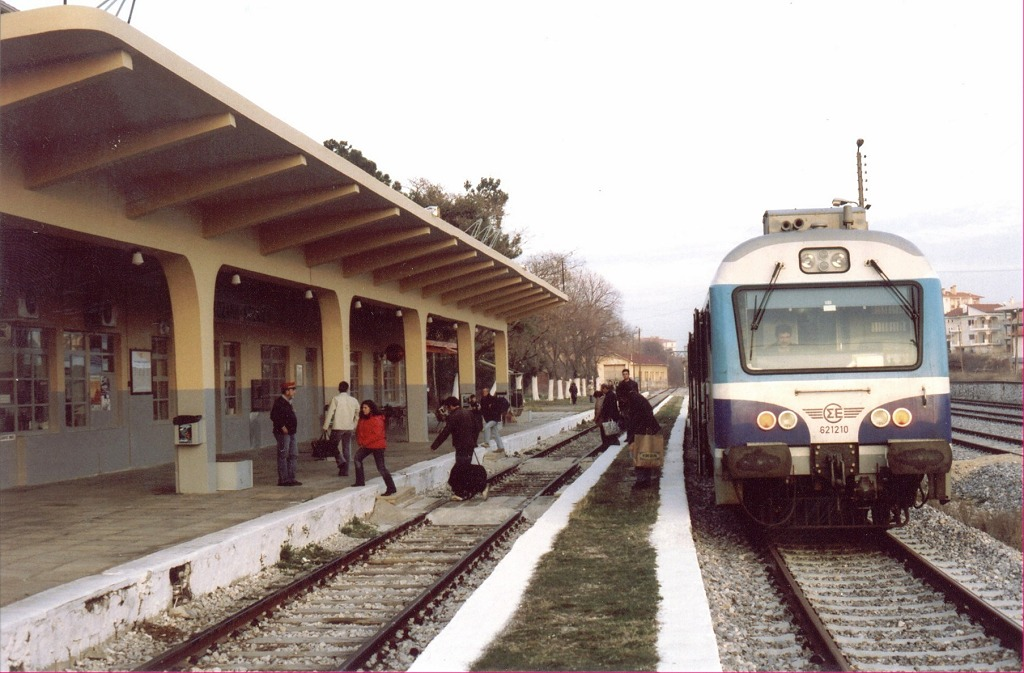
コザニ駅

  - Minor Rail Network : 標準軌
    - フロリナ - アミンディオ - 〔エデッサ - テッサロニキ〕
    - コザニ - アミンディオ  (Kozani–Amyntaio railway line)

### 空港
- コザニ空港（英語版）
- カストリア空港（英語版）

## 文化・観光
西マケドニア地方は、ギリシャで唯一海に面していないペリフェリアであるが、その一方で多くの湖沼や山岳、絵のような村々がある。
フロリナ県やグレヴェナ県のヴァシリッツァ (Vasilitsa) には大きなスキーリゾートがあり、このほかにコザニ県のヴェルヴェントス (Velventos) でもスキーリゾートが建設中である。
- アイオス・ニコラオス時計塔
- コザニ民俗自然史博物館
- ヴィグラのスキー場